# Gordini en Fórmula 1
La marca francesa Gordini fue constructor en el Campeonato Mundial de Fórmula 1 desde 1950 hasta 1956, al principio en asociación con Simca. En esta etapa alcanzaría dos podios. Ya siendo parte de Renault, fabricó motores Turbo en los 70 y 80.

## Historia
Luego de varios años en competiciones de vehículos deportivos o Fórmula 2, Gordini, entonces junto a Simca, decidió ingresar al nuevo campeonato mundial en 1950. El primer monoplaza utilizado fue el Simca-Gordini Type 15, diseñado por el propio Amédée Gordini y motorizado por un cuatro cilindros en línea. Con los pilotos Maurice Trintignant, Robert Manzon y otros, entre 1950 y 1951 estuvo presente en 7 Grandes Premios, en 3 al menos un Simca-Gordini finalizó, y solo en Francia 1950 sumaron puntos.
La relación entre ambas automotrices finalizó para la temporada 1952 (aunque el Type 15 continuó apareciendo incluso hasta 1953), y Gordini puso en pista su Type 16 con motor de seis cilindros en línea. Mantuvo a Manzon y a Trintignant, y contrató, entre otros, al debutante Jean Behra. Este consiguió terminar 3.º en su primera carrera, y también lideró la primera vuelta del Gran Premio de Bélgica, pero el que conseguiría allí un podio sería Manzon. Gordini acabó en zona de puntos nuevamente en Francia, Alemania y Países Bajos, redondeando así la que sería su mejor temporada en F1.
En 1953, Gordini acumuló un gran número de abandonos. Únicamente sumó cuando Trintignant terminó 5.º en Bélgica e Italia. Trintignant fue llamado por Enzo Ferrari para correr en su escudería en 1954. Dentro del campeonato, solo Bayol y Pilette lograron finalizar en el top 5.
Para 1955, la marca decidió concentrarse en los monoplazas, dejando los sport. Behra abandonó el equipo para unirse a Maserati, y, sin pilotos que corran toda la temporada, Gordini no acumuló ningún punto.
Para la temporada siguiente, con un bajo presupuesto, se desarrolló el Type 32 potenciado con ocho cilindros en línea. Este fue utilizado en la mayoría de las ocasiones, pero fue el Type 16 el que sumó por única vez, de la mano de Hermano da Silva Ramos en las calles de Mónaco. Finalmente, los problemas económicos llevaron a Gordini a dejar de fabricar en 1957, y tiempo después fue adquirida por Renault.
Ya siendo una sección de Renault, Gordini confeccionó los motores V6 Turbo de 1.5 litros que usaría el fabricante en su primera etapa en Fórmula 1, entre 1977 y 1985. Lograría 15 victorias con Jean-Pierre Jabouille, René Arnoux y Alain Prost.

## Resultados

### Fórmula 1
(Clave) (negrita indica pole position) (cursiva indica vuelta rápida)

| Año     | Chasis                | Motor    | Neu. | Pilotos                | 1   | 2   | 3   | 4   | 5   | 6   | 7   | 8   | 9   |
| ------- | --------------------- | -------- | ---- | ---------------------- | --- | --- | --- | --- | --- | --- | --- | --- | --- |
| 1950    | Simca Gordini Type 15 | L4       | E    |                        | GBR | MON | 500 | SUI | BEL | FRA | ITA |     |     |
| 1950    | Simca Gordini Type 15 | L4       | E    | Robert Manzon          |     | Ret |     |     |     | 4   | Ret |     |     |
| 1950    | Simca Gordini Type 15 | L4       | E    | Maurice Trintignant    |     | Ret |     |     |     |     | Ret |     |     |
| 1951    | Simca Gordini Type 15 | L4       | E    |                        | SUI | 500 | BEL | FRA | GBR | GER | ITA | ESP |     |
| 1951    | Simca Gordini Type 15 | L4       | E    | André Simon            |     |     |     | Ret |     | Ret | 6   | Ret |     |
| 1951    | Simca Gordini Type 15 | L4       | E    | Robert Manzon          |     |     |     | Ret |     | 7   | Ret | 9   |     |
| 1951    | Simca Gordini Type 15 | L4       | E    | Maurice Trintignant    |     |     |     | Ret |     | Ret | Ret | Ret |     |
| 1951    | Simca Gordini Type 15 | L4       | E    | Aldo Gordini           |     |     |     | Ret |     |     |     |     |     |
| 1952    | Simca Gordini Type 15 | Simca L4 | E    |                        | SUI | 500 | BEL | FRA | GBR | GER | NED | ITA |     |
| 1952    | Simca Gordini Type 15 | Simca L4 | E    | Max de Terra           | Ret |     |     |     |     |     |     |     |     |
| 1952    | Simca Gordini Type 15 | L4       | E    | Prince Bira            | Ret |     | 10  |     |     |     |     |     |     |
| 1952    | Simca Gordini Type 15 | L4       | E    | Johnny Claes           |     |     |     | Ret | 14  |     |     | DNQ |     |
| 1952    | Simca Gordini Type 15 | L4       | E    | Robert O'Brien         |     |     | NC  |     |     |     |     |     |     |
| 1952    | Simca Gordini Type 15 | L4       | E    | Maurice Trintignant    |     |     |     | 5   |     |     |     |     |     |
| 1952    | Simca Gordini Type 15 | L4       | E    | Paul Frère             |     |     |     |     |     |     | Ret |     |     |
| 1952    | Type 16               | L6       | E    | Robert Manzon          | Ret |     | 3   | 4   | Ret | Ret | 5   | 14  |     |
| 1952    | Type 16               | L6       | E    | Jean Behra             | 3   |     | Ret | 7   |     | 5   | Ret | Ret |     |
| 1952    | Type 16               | L6       | E    | Johnny Claes           |     |     | 8   |     |     |     |     |     |     |
| 1952    | Type 16               | L6       | E    | Prince Bira            |     |     |     | Ret | 11  |     |     |     |     |
| 1952    | Type 16               | L6       | E    | Maurice Trintignant    |     |     |     |     | Ret | Ret | 6   | Ret |     |
| 1953    | Type 16               | L6       | E    |                        | ARG | 500 | NED | BEL | FRA | GBR | GER | SUI | ITA |
| 1953    | Type 16               | L6       | E    | Jean Behra             | 6   |     |     | Ret | 10  | Ret | Ret | Ret |     |
| 1953    | Type 16               | L6       | E    | Maurice Trintignant    | 7‡  |     | 6   | 5   | Ret | Ret | Ret | Ret | 5   |
| 1953    | Type 16               | L6       | E    | Harry Schell           | 7‡  |     | Ret | 7   | Ret | Ret | Ret |     | 9   |
| 1953    | Type 16               | L6       | E    | Robert Manzon          | Ret |     |     |     |     |     |     |     |     |
| 1953    | Type 16               | L6       | E    | Carlos Menditéguy      | Ret |     |     |     |     |     |     |     |     |
| 1953    | Type 16               | L6       | E    | Roberto Mieres         |     |     | NC  |     | Ret |     |     |     | 6   |
| 1953    | Type 16               | L6       | E    | Fred Wacker            |     |     |     | 9   |     |     |     |     |     |
| 1953    | Simca Gordini Type 15 | L4       | E    | Pablo Birger           | Ret |     |     |     |     |     |     |     |     |
| 1953    | Simca Gordini Type 15 | L4       | E    | Georges Berger         |     |     |     | Ret |     |     |     |     |     |
| 1954    | Type 16               | L6       | E    |                        | ARG | 500 | BEL | FRA | GBR | GER | SUI | ITA | ESP |
| 1954    | Type 16               | L6       | E    | Jean Behra             | DSQ |     | Ret | 6   | Ret | 10  | Ret | Ret | Ret |
| 1954    | Type 16               | L6       | E    | Élie Bayol             | 5   |     |     |     |     |     |     |     |     |
| 1954    | Type 16               | L6       | E    | Roger Loyer            | Ret |     |     |     |     |     |     |     |     |
| 1954    | Type 16               | L6       | E    | Paul Frère             |     |     | Ret | Ret |     | Ret |     |     |     |
| 1954    | Type 16               | L6       | E    | André Pilette          |     |     | 5   |     | 9   | Ret |     |     |     |
| 1954    | Type 16               | L6       | E    | Jacques Pollet         |     |     |     | Ret |     |     |     |     | Ret |
| 1954    | Type 16               | L6       | E    | Georges Berger         |     |     |     | Ret |     |     |     |     |     |
| 1954    | Type 16               | L6       | E    | Clemar Bucci           |     |     |     |     | Ret | Ret | Ret | Ret |     |
| 1954    | Type 16               | L6       | E    | Fred Wacker            |     |     |     |     |     |     | Ret | 6   |     |
| 1955    | Type 16               | L6       | E    |                        | ARG | MON | 500 | BEL | NED | GBR | ITA |     |     |
| 1955    | Type 16               | L6       | E    | Élie Bayol             | Ret | Ret |     |     |     |     |     |     |     |
| 1955    | Type 16               | L6       | E    | Jesús Iglesias         | Ret |     |     |     |     |     |     |     |     |
| 1955    | Type 16               | L6       | E    | Pablo Birger           | Ret |     |     |     |     |     |     |     |     |
| 1955    | Type 16               | L6       | E    | Robert Manzon          |     | Ret |     |     | Ret | Ret |     |     |     |
| 1955    | Type 16               | L6       | E    | Jacques Pollet         |     | 7   |     |     | 10  |     | Ret |     |     |
| 1955    | Type 16               | L6       | E    | Hermano da Silva Ramos |     |     |     |     | 8   | Ret | Ret |     |     |
| 1955    | Type 16               | L6       | E    | Mike Sparken           |     |     |     |     |     | 7   |     |     |     |
| 1955    | Type 16               | L6       | E    | Jean Lucas             |     |     |     |     |     |     | Ret |     |     |
| 1956    | Type 16               | L6       | E    |                        | ARG | MON | 500 | BEL | FRA | GBR | GER | ITA |     |
| 1956    | Type 16               | L6       | E    | Hermano da Silva Ramos |     | 5   |     |     |     |     |     |     |     |
| 1956    | Type 16               | L6       | E    | Robert Manzon          |     | Ret |     |     |     |     |     |     |     |
| 1956    | Type 16               | L6       | E    | André Pilette          |     |     |     |     | 11  |     |     |     |     |
| 1956    | Type 16               | L6       | E    | André Simon            |     |     |     |     |     |     |     | 9   |     |
| 1956    | Type 32               | L8       | E    | André Pilette          |     | 6‡  |     |     |     |     | DNS |     |     |
| 1956    | Type 32               | L8       | E    | Élie Bayol             |     | 6‡  |     |     |     |     |     |     |     |
| 1956    | Type 32               | L8       | E    | Robert Manzon          |     |     |     |     | 9   | 9   | Ret | Ret |     |
| 1956    | Type 32               | L8       | E    | Hermano da Silva Ramos |     |     |     |     | 8   | Ret |     | Ret |     |
| 1956    | Type 32               | L8       | E    | André Milhoux          |     |     |     |     |     |     | Ret |     |     |
| Fuente: |                       |          |      |                        |     |     |     |     |     |     |     |     |     |